# Ambatomena (Antsirabe II)
Ambatomena è una città e comune del Madagascar situata nel distretto di Antsirabe II, regione di Vakinankaratra. 
La popolazione del comune rilevata nel censimento 2001 era pari a 19 084 unità.